# Suojelupoliisi
Suojelupoliisi, w skrócie Supo (pol. Policja Ochronna) – specjalna fińska służba policyjna, odpowiadająca za bezpieczeństwo wewnętrzne kraju. Kwatera główna Sopo mieści się w Helsinkach. Jest jedną z głównych służb specjalnych Finlandii. Zatrudnia około 200 osób. Działa na terenie całego kraju.
Powstała w 1949 roku, w miejsce Valtiollinen poliisi, w skrócie Valpo (pol. Policja Państwowa). Do jej zadań należy ochrona Finlandii przed wrogą działalnością obcych służb wywiadowczych (kontrwywiad), ochrona ustroju demokratycznego państwa oraz zwalczanie na terenie kraju terroryzmu i zorganizowanej przestępczości.

## Szefowie Supo
- 1949–1972 Armas Alhava
- 1972–1978 Arvo Pentti
- 1978–1990 Seppo Tiitinen
- 1990–1996 Eero Kekomäki
- 1996–2007 Seppo Nevala
- 2007–2011 Ilkka Salmi
- 2011-2015 Antti Pelttari